# Aleksandr Dołguszyn
Aleksandr Iwanowicz Dołguszyn, ros. Александр Иванович Долгушин (ur. 7 marca 1946 w Moskwie, zm. 17 kwietnia 2006 tamże) – radziecki piłkarz wodny. Dwukrotny medalista olimpijski.
Brał udział w trzech igrzyskach (IO 68, IO 72, IO 76), na dwóch zdobywał medale. W 1968 reprezentanci ZSRR zajęli drugie miejsce, cztery lata później triumfowali. W 1975 został mistrzem świata. Dwukrotnie był złotym medalistą mistrzostw Europy (1966, 1970). Między 1964 a 1978 zdobył 10 tytułów mistrza ZSRR. Występował w obronie.